# Sportverein Stuttgarter Kickers 1997-1998
Questa voce raccoglie le informazioni riguardanti lo Sportverein Stuttgarter Kickers nelle competizioni ufficiali della stagione 1997-1998.

## Stagione
Nella stagione 1997-1998 il Stuttgarter Kickers, allenato da Wolfgang Wolf, Frieder Schömezler e Paul Linz, concluse il campionato di 2. Bundesliga al 12º posto. In Coppa di Germania il Stuttgarter Kickers fu eliminato al secondo turno dal Meppen.

## Rosa
| N. |                                 | Ruolo | Calciatore       |
| -- | ------------------------------- | ----- | ---------------- |
| 1  | Germania (bandiera)             | P     | Thomas Walter    |
| 2  | Germania (bandiera)             | D     | Dirk Wüllbier    |
| 3  | Germania (bandiera)             | C     | Stefan Minkwitz  |
| 4  | Germania (bandiera)             | D     | Ralf Strogies    |
| 5  | Germania (bandiera)             | C     | Markus Lösch     |
| 6  | Germania (bandiera)             | C     | Cristian Fiél    |
| 7  | Germania (bandiera)             | C     | Robert Hofacker  |
| 8  | Germania (bandiera)             | A     | Markus Sailer    |
| 9  | Germania (bandiera)             | A     | Markus Beierle   |
| 10 | Bosnia ed Erzegovina (bandiera) | C     | Adnan Kevric     |
| 11 | Germania (bandiera)             | A     | Eberhard Carl    |
| 12 | Germania (bandiera)             | C     | Patrick Glöckner |
| 13 | Grecia (bandiera)               | C     | Niko Chatzis     |

| N. |                     | Ruolo | Calciatore        |
| -- | ------------------- | ----- | ----------------- |
| 14 | Croazia (bandiera)  | A     | Tomislav Marić    |
| 15 | Germania (bandiera) | D     | Achim Pfuderer    |
| 16 | Germania (bandiera) | C     | Zoltán Sebescen   |
| 17 | Germania (bandiera) | C     | Torsten Raspe     |
| 18 | Germania (bandiera) | C     | Ralf Becker       |
| 19 | Germania (bandiera) | D     | Alexander Malchow |
| 20 | Germania (bandiera) | C     | André Sirocks     |
| 21 | Germania (bandiera) | C     | Bernd Santl       |
| 22 | Francia (bandiera)  | C     | Mourad Bounoua    |
| 24 | Ghana (bandiera)    | C     | Mallam Yahaya     |
| 25 | Germania (bandiera) | P     | Bernd Klaus       |
| 26 | Croazia (bandiera)  | C     | Jago Marić        |

## Organigramma societario
Area tecnica
- Allenatore: Paul Linz
- Allenatore in seconda:
- Preparatore dei portieri:
- Preparatori atletici:

## Calciomercato

### Sessione estiva
| Acquisti | Acquisti         | Acquisti              | Acquisti |
| R.       | Nome             | da                    | Modalità |
| -------- | ---------------- | --------------------- | -------- |
| A        | Eberhard Carl    | Karlsruhe             |          |
| C        | Patrick Glöckner | Eintracht Francoforte |          |
| C        | Mallam Yahaya    | Waldhof Mannheim      |          |

| Cessioni | Cessioni          | Cessioni          | Cessioni |
| R.       | Nome              | a                 | Modalità |
| -------- | ----------------- | ----------------- | -------- |
| C        | Janusz Góra       | Ulma              |          |
| A        | Antun Labak       | Energie Cottbus   |          |
| D        | Jochen Novodomsky | Reutlingen        |          |
| A        | Marcus Schneck    | Heilbronn         |          |
| D        | Mikhail Smirnov   | Eintracht Treviri |          |

### Sessione invernale
| Acquisti | Acquisti | Acquisti | Acquisti |
| R.       | Nome     | da       | Modalità |
| -------- | -------- | -------- | -------- |

| Cessioni | Cessioni | Cessioni | Cessioni |
| R.       | Nome     | a        | Modalità |
| -------- | -------- | -------- | -------- |

## Risultati

### 2. Bundesliga

#### Girone di andata
| Arbitro: | Weber |

|                           |           |            |
| Fuchs 7’, 83’ Däbritz 73’ | Marcatori | 8’ Beierle |

| Arbitro: | Hilmes |

|                             |           |               |
| Marić 42’ Sailer 84’ (rig.) | Marcatori | 4’ Zimmermann |

| Arbitro: | Byernetzky |

|            |           |  |
| Janßen 35’ | Marcatori |  |

| Arbitro: | Wendorf |

|                  |           |                              |
| Beierle 41’, 78’ | Marcatori | 10’ Wedau 63’ (rig.) Wollitz |

| Arbitro: | Margenberg |

|             |           |            |
| Stendel 48’ | Marcatori | 8’ Beierle |

| Arbitro: | Koop |

|                             |           |                                          |
| Kevric 18’ (rig.) Marić 43’ | Marcatori | 33’ (rig.) Hartig 37’ Rraklli 68’ Zeiler |

| Arbitro: | Werthmann |

|          |           |                  |
| Dürr 46’ | Marcatori | 63’, 88’ Beierle |

| Arbitro: | Blumenstein |

|                           |           |          |
| Beierle 19’, 24’ Carl 41’ | Marcatori | 5’ Marin |

| Arbitro: | Kadach |

|                                        |           |                                  |
| Ouakili 11’ (rig.), 83’ Herzberger 25’ | Marcatori | 3’ Beierle 36’ Marić 84’ Bounoua |

| Arbitro: | Meyer |

|             |           |  |
| Bounoua 11’ | Marcatori |  |

| Arbitro: | Neis |

|                        |           |                    |
| Brdarić 5’ Akonnor 89’ | Marcatori | 44’ Carl 65’ Marić |

| Arbitro: | Müller |

|                         |           |                                          |
| Pfuderer 40’ Kevric 50’ | Marcatori | 59’ Tare 64’ Kociš 73’ Bach 78’ Niestroj |

| Arbitro: | Wack |

|  |           |           |
|  | Marcatori | 50’ Marić |

| Arbitro: | Schößling |

|  |           |                     |
|  | Marcatori | 51’ Flock 90’ Papic |

| Arbitro: | Kinhöfer |

|                            |           |             |
| Wawrzyczek 67’ (rig.), 84’ | Marcatori | 44’ Beierle |

| Arbitro: | Wendorf |

|            |           |  |
| Möckel 51’ | Marcatori |  |

| Arbitro: | Gettke |

|  |           |             |
|  | Marcatori | 30’ Slimane |

#### Girone di ritorno
| Arbitro: | Werthmann |

|                      |           |                                    |
| Kevric 13’ Marić 84’ | Marcatori | 36’ Möller 60’ Wohlfarth 63’ Fuchs |

| Arbitro: | Jansen |

|                         |           |                   |
| Jüptner 65’ Lindner 80’ | Marcatori | 78’ (aut.) Hauser |

| Arbitro: | Schütz |

|                      |           |                                            |
| Malchow 84’ Carl 86’ | Marcatori | 18’, 89’ (rig.) Brinkmann 90’ Westerthaler |

| Arbitro: | Müller |

|  |           |                |
|  | Marcatori | 8’, 67’ Kevric |

| Arbitro: | Meyer |

|                               |           |  |
| Raspe 66’ (aut.) Ahanfouf 71’ | Marcatori |  |

| Arbitro: | Dörr |

|            |           |  |
| Kevric 77’ | Marcatori |  |

| Amburgo 5 aprile 1998, ore 15:00 CEST 25ª giornata | St. Pauli  | 0 – 0 referto | Kickers Stoccarda | Millerntor-Stadion (17 023 spett.)\| Arbitro: \| Margenberg \| |
| Arbitro:                                           | Margenberg |               |                   |                                                                |

| Arbitro: | Hufgard |

|           |           |                           |
| Marić 87’ | Marcatori | 7’ Herzberger 65’ Demandt |

| Arbitro: | Dardenne |

|                              |           |             |
| Becker 21’ Kevric 76’ (rig.) | Marcatori | 30’ Surmann |

| Arbitro: | Hilmes |

|  |           |                   |
|  | Marcatori | 40’ (rig.) Kevric |

| Arbitro: | Wack |

|             |           |                  |
| Malchow 35’ | Marcatori | 72’ (rig.) Krieg |

| Arbitro: | Weiner |

|  |           |          |
|  | Marcatori | 72’ Carl |

| Arbitro: | Neis |

|                        |           |  |
| Sailer 31’ Beierle 81’ | Marcatori |  |

| Arbitro: | Kadach |

|          |           |             |
| Vier 90’ | Marcatori | 60’ Beierle |

| Arbitro: | Kemmling |

|                       |           |                       |
| Kevric 29’ Sailer 44’ | Marcatori | 90’ (rig.) Wawrzyczek |

| Arbitro: | Weiner |

|            |           |           |
| Sailer 59’ | Marcatori | 29’ Ćirić |

| Arbitro: | Sippel |

|                         |           |            |
| Frontzeck 16’ Güneş 28’ | Marcatori | 19’ Kevric |

### Coppa di Germania
| Arbitro: | Gagelmann |

|                              |           |                                 |
| Hennig 26’ (rig.) Janiak 71’ | Marcatori | 2’, 12’, 52’ Beierle 89’ Sailer |

| Arbitro: | Aust |

|                                                              |           |           |
| Stendel 33’ Myyry 54’ von Ahlen 60’ (rig.) Helmer 76’ (rig.) | Marcatori | 32’ Marić |

## Statistiche

### Statistiche di squadra
| Competizione      | Punti | In casa | In casa | In casa | In casa | In casa | In casa | In trasferta | In trasferta | In trasferta | In trasferta | In trasferta | In trasferta | Totale | Totale | Totale | Totale | Totale | Totale | DR |
| Competizione      | Punti | G       | V       | N       | P       | Gf      | Gs      | G            | V            | N            | P            | Gf           | Gs           | G      | V      | N      | P      | Gf     | Gs     | DR |
| ----------------- | ----- | ------- | ------- | ------- | ------- | ------- | ------- | ------------ | ------------ | ------------ | ------------ | ------------ | ------------ | ------ | ------ | ------ | ------ | ------ | ------ | -- |
| 2. Bundesliga     | 44    | 17      | 7       | 3       | 7       | 26      | 26      | 17           | 5            | 5            | 7            | 18           | 21           | 34     | 12     | 8      | 14     | 44     | 47     | -3 |
| Coppa di Germania | -     | 0       | 0       | 0       | 0       | 0       | 0       | 2            | 1            | 0            | 1            | 5            | 6            | 2      | 1      | 0      | 1      | 5      | 6      | -1 |
| Totale            | 44    | 17      | 7       | 3       | 7       | 26      | 26      | 19           | 6            | 5            | 8            | 23           | 27           | 36     | 13     | 8      | 15     | 49     | 53     | -4 |

### Andamento in campionato
| Giornata  | 1  | 2 | 3  | 4  | 5  | 6  | 7  | 8 | 9 | 10 | 11 | 12 | 13 | 14 | 15 | 16 | 17 | 18 | 19 | 20 | 21 | 22 | 23 | 24 | 25 | 26 | 27 | 28 | 29 | 30 | 31 | 32 | 33 | 34 |
| --------- | -- | - | -- | -- | -- | -- | -- | - | - | -- | -- | -- | -- | -- | -- | -- | -- | -- | -- | -- | -- | -- | -- | -- | -- | -- | -- | -- | -- | -- | -- | -- | -- | -- |
| Luogo     | T  | C | T  | C  | T  | C  | T  | C | T | C  | T  | C  | T  | C  | T  | T  | C  | C  | T  | C  | T  | T  | C  | T  | C  | C  | T  | C  | T  | C  | T  | C  | C  | T  |
| Risultato | P  | V | P  | N  | N  | P  | V  | V | N | V  | N  | P  | V  | P  | P  | P  | P  | P  | P  | P  | V  | P  | V  | N  | P  | V  | V  | N  | V  | V  | N  | V  | N  | P  |
| Posizione | 16 | 9 | 14 | 13 | 12 | 15 | 11 | 8 | 9 | 5  | 6  | 9  | 7  | 8  | 10 | 13 | 13 | 15 | 15 | 16 | 14 | 14 | 15 | 14 | 14 | 15 | 14 | 14 | 14 | 11 | 12 | 10 | 10 | 12 |

Legenda:

Luogo: C = Casa; T = Trasferta. Risultato: V = Vittoria; N = Pareggio; P = Sconfitta.

### Statistiche dei giocatori
| Giocatore   | 2. Bundesliga | 2. Bundesliga | 2. Bundesliga | 2. Bundesliga | Coppa di Germania | Coppa di Germania | Coppa di Germania | Coppa di Germania | Totale   | Totale | Totale      | Totale     |
| Giocatore   | Presenze      | Reti          | Ammonizioni   | Espulsioni    | Presenze          | Reti              | Ammonizioni       | Espulsioni        | Presenze | Reti   | Ammonizioni | Espulsioni |
| ----------- | ------------- | ------------- | ------------- | ------------- | ----------------- | ----------------- | ----------------- | ----------------- | -------- | ------ | ----------- | ---------- |
| R. Becker   | 11            | 1             | 1             | 0             | 0                 | 0                 | 0                 | 0                 | 11       | 1      | 1           | 0          |
| M. Beierle  | 31            | 12            | 4             | 0             | 2                 | 3                 | 1                 | 0                 | 33       | 15     | 5           | 0          |
| M. Bounoua  | 28            | 2             | 3             | 0             | 2                 | 0                 | 0                 | 0                 | 30       | 2      | 3           | 0          |
| E. Carl     | 23            | 4             | 6             | 0             | 1                 | 0                 | 0                 | 0                 | 24       | 4      | 6           | 0          |
| N. Chatzis  | 12            | 0             | 0             | 0             | 0                 | 0                 | 0                 | 0                 | 12       | 0      | 0           | 0          |
| C. Fiél     | 0             | 0             | 0             | 0             | 0                 | 0                 | 0                 | 0                 | 0        | 0      | 0           | 0          |
| P. Glöckner | 5             | 0             | 0             | 0             | 0                 | 0                 | 0                 | 0                 | 5        | 0      | 0           | 0          |
| R. Hofacker | 11            | 0             | 0             | 0             | 0                 | 0                 | 0                 | 0                 | 11       | 0      | 0           | 0          |
| A. Kevric   | 30            | 10            | 5             | 0             | 2                 | 0                 | 1                 | 0                 | 32       | 10     | 6           | 0          |
| B. Klaus    | 6             | 0             | 0             | 0             | 0                 | 0                 | 0                 | 0                 | 6        | 0      | 0           | 0          |
| M. Lösch    | 29            | 0             | 3             | 0             | 2                 | 0                 | 1                 | 0                 | 31       | 0      | 4           | 0          |
| A. Malchow  | 27            | 2             | 10            | 1             | 2                 | 0                 | 1                 | 0                 | 29       | 2      | 11          | 1          |
| J. Marić    | 0             | 0             | 0             | 0             | 0                 | 0                 | 0                 | 0                 | 0        | 0      | 0           | 0          |
| T. Marić    | 33            | 7             | 4             | 0             | 2                 | 1                 | 0                 | 0                 | 35       | 8      | 4           | 0          |
| S. Minkwitz | 32            | 0             | 9             | 0             | 2                 | 0                 | 1                 | 0                 | 34       | 0      | 10          | 0          |
| A. Pfuderer | 31            | 1             | 6             | 0             | 2                 | 0                 | 1                 | 0                 | 33       | 1      | 7           | 0          |
| T. Raspe    | 27            | 0             | 7             | 0             | 2                 | 0                 | 0                 | 0                 | 29       | 0      | 7           | 0          |
| M. Sailer   | 27            | 4             | 5             | 0             | 1                 | 1                 | 0                 | 0                 | 28       | 5      | 5           | 0          |
| B. Santl    | 7             | 0             | 3             | 0             | 1                 | 0                 | 0                 | 0                 | 8        | 0      | 3           | 0          |
| Z. Sebescen | 22            | 0             | 5             | 0             | 1                 | 0                 | 0                 | 0                 | 23       | 0      | 5           | 0          |
| A. Sirocks  | 6             | 0             | 1             | 0             | 1                 | 0                 | 0                 | 0                 | 7        | 0      | 1           | 0          |
| R. Strogies | 16            | 0             | 2             | 0             | 1                 | 0                 | 0                 | 0                 | 17       | 0      | 2           | 0          |
| T. Walter   | 28            | 0             | 0             | 0             | 2                 | 0                 | 0                 | 0                 | 30       | 0      | 0           | 0          |
| D. Wüllbier | 21            | 0             | 5             | 2             | 1                 | 0                 | 0                 | 0                 | 22       | 0      | 5           | 2          |
| M. Yahaya   | 7             | 0             | 0             | 1             | 1                 | 0                 | 0                 | 0                 | 8        | 0      | 0           | 1          |